# 仁科荘
仁科荘（にしなのしょう）は、信濃国安曇郡（現在の長野県大町市）にあった荘園。

## 歴史
安曇郡の豪族仁科氏は伊勢神宮領の仁科御厨の厨司と神役を勤仕する一方、自らも開発領主として仁科荘を開発した。北は佐野坂峠を境に千国荘と接し、南は仁科御厨や矢原御厨と接する。
鎌倉時代、仁科盛遠は紀伊国熊野権現より若一王子神社を勧請し、仁科荘の鎮守とした。承久の乱において盛遠は後鳥羽上皇方として北陸道に派遣され、越中で敗死し、所領は一旦幕府に没収するところとなり、改めて後堀河天皇の父・守貞親王に奉献されたが、親王はこれを皇女式乾門院に譲り、門院は更に後堀河天皇の第一皇女、室町院に伝領された。『昭慶門院御領目録』嘉元4年（1306年）6月12日条に室町院領の一つとして「信乃仁科庄 親王分 資遠」とある。その遺領が大覚寺統（南朝）と持明院統（北朝）の和議により折半され、当荘は大覚寺統に伝領された。
仁科氏は館ノ内（現・大町市社）から天正寺館に居館を遷移し、現在の大町市街地の原型となる市場町が形成された。
室町時代の寛正5年（1464年）の『万寿禅寺記』に不知行の荘園として「信州仁科庄」があり、万寿寺領に代わっているが、既に有名無実化し、年貢の京進は困難であった。戦国時代までには解体され、武田流仁科氏の所領となり、当荘からも上下諏訪大社の造営役を担っている。